# Becusi de Baixo
Becusi de Baixo (indonesisch Becusi Bawah, Bekosi Bawah, deutsch „Unter-Becusi“) ist ein Ortsteil der osttimoresischen Landeshauptstadt Dili im Verwaltungsamt Cristo Rei (Gemeinde Dili).

## Geographie
Der historische Stadtteil Becusi de Baixo dehnt sich vom Südosten des Sucos Culu Hun bis in hinein in den Suco Becora aus, Grob kann man zu ihm in Culu Hun die Aldeias Lao Rai/Caregatiro, Loe Laco und Tane Muto und in Becora die Aldeias Romit und Becusi Craic (der Name von „Unter-Becusi“ auf Tetum) zählen. Im Norden bildet die traditionelle Grenze die Avenida de Becora zu den Stadtteilen Kuluhun de Cima, Masau de Baixo un Masau. Südwestlich liegt der Stadtteil Taibesi und östlich der Stadtteil Becusi Leten (portugiesisch Becusi de Cima, deutsch „Ober-Becusi“), der ausschließlich aus der modernen Aldeia Becusi Centro besteht. Durch die Mitte von Becusi de Baixo fließt der  Bemori, der Grenzfluss zwischen den Sucos Culu Hun und Becora.